# Banc Popular del Sud
La Banque Populaire du Sud —Société Anonyme Coopérative de Banque Populaire à capital variable— (el Banc Popular del Sud) és una societat anònima cooperativa de crèdit à capital variable, amb seu social a Perpinyà. Va néixer el 30 novembre 2005 a través de la fusió del Banc Popular dels Pirineus Orientals, de l'Aude i de l'Arieja i del Banc Popular del Migdia. Compta amb 211 establiments i uns 1.800 treballadors. Forma part del Grup BPCE —el segon grup bancari de França— amb els 15 Banques Populaires, les 17 Caisses d'Epargne, Natixis, Crédit Foncier i Banque Palatine, entre d'altres. El president és André Joffre i el director general, Pierre Chauvois.